# Twilight of the Gods (album)
Twilight of the Gods. The first step to the mental revolution – piąty studyjny album polskiego zespołu Frontside, wydany w języku angielskim w  2006 roku przez Dockyard. Okładka została opracowana przez Mentalporn.

## Lista utworów
1. „Apocalypse Continues...”
2. „Burden Of Hell”
3. „Messiah Syndrome”
4. „We Are Destined To Burn”
5. „Hurricane”
6. „Appeal For Forgiveness”
7. „Absolution Hour”
8. „Embrace This Promise”
9. „Shape Of Pain”
10. „Redemption Symphony”
11. „Exhaling Final Breath”

## Skład
- Auman – śpiew
- Demon – gitara, śpiew
- Daron – gitara
- Novak – gitara basowa
- Destroy – perkusja